# Naomi Whitehead
Naomi Whitehead (* 26. September 1910 in Georgia als Naomi Washington) ist eine US-amerikanische Supercentenarian und Altersrekordlerin. Seit dem Tod von Elizabeth Francis am 22. Oktober 2024 gilt sie als älteste lebende Person in den USA und in Nordamerika. Weltweit ist sie die drittälteste lebende Person, hinter Ethel Caterham und Marie-Rose Tessier.

## Leben
Naomi Whitehead wurde am 26. September 1910 als Naomi Washington auf einem Bauernhof in Georgia geboren. Im jungen Alter half sie ihrer Familie beim Pflücken von Baumwolle und Tabak auf der Farm. 1930, im Alter von 20 Jahren, heiratete sie Sylvester Whitehead. Die beiden hatten drei Söhne: Parrish L. (1930–2011), Elbert und Sylvester Jr. In den 1980er-Jahren ist Whitehead mit dem Tod ihres Ehemanns verwitwet. 2011 starb Parrish L. als noch letzter lebender Sohn von Whitehead im Alter von 78 Jahren. Zu diesem Zeitpunkt lebte sie in Sharon (Pennsylvania).
Im September 2020 wurde Whitehead mit ihrem 110. Geburtstag zur Supercentenarian. Am 22. August 2022 wurde sie zur ältesten Person im US-Bundesstaat Pennsylvania. Ihr Alter wurde am 17. März 2023 von der Gerontology Research Group verifiziert. Mit dem 113. Lebensjahr wurde das Gehen für Whitehead immer schwerer, sodass sie fortan einen Rollstuhl zur Fortbewegung nutzt. Im Juli 2024 wurde sie von dem YouTuber Jack Gordon besucht. Am 22. Oktober 2024 wurde sie mit dem Tod von Elizabeth Francis zur ältesten lebenden Person aus den Vereinigten Staaten und aus Nordamerika.
Momentan lebt Whitehead in einem Altenheim in Greenville, Pennsylvania. Sie gilt als älteste lebende Person in den USA und in Nordamerika sowie als drittälteste lebende Person der Welt. Aktuell ist sie 114 Jahre und 311 Tage alt.
Ihr hohes Alter führt Whitehead auf ihre Genetik zurück (ihr Vater wurde 90 Jahre alt), zudem hatte sie nie geraucht und nie Alkohol getrunken. Auch Gott soll ihr zu einem hohen Alter verholfen haben. Zu den freizeitlichen Aktivitäten Whiteheads zählen Kochen, Backen, Zeichnen und Musik hören.